# Срби у Мађарској
Срби су једна од званичних националних мањина у Мађарској.

## Популација
По последњем службеном попису из 2011. године, у Мађарској је живело укупно 10.038 Срба. По регионима (жупанијама) тај број је био следећи:
- Будимпешта (Budapest) — 1.851
- Бач-Кишкун (Bács-Kiskun) — 795
- Барања (Baranya) — 703
- Бекеш (Békés) — 582
- Боршод-Абауј-Земплен (Borsod-Abaúj-Zemplén) — 45
- Чонград (Csongrád) — 1.177
- Фејер (Fejér) — 156
- Ђер-Мошон-Шопрон (Győr-Moson-Sopron) — 79
- Хајду-Бихар (Hajdú-Bihar) — 47
- Хевеш (Heves) — 30
- Јас-Нађкун-Солнок (Jász-Nagykun-Szolnok) — 42
- Комаром-Естергом (Komárom-Esztergom) — 79
- Ноград (Nógrád) — 13
- Пешта (Pest) — 1.306
- Шомођ (Somogy) — 104
- Саболч-Сатмар-Берег (Szabolcs-Szatmár-Bereg) — 23
- Толна (Tolna) — 164
- Ваш — 48
- Веспрем (Veszprém) — 67
- Зала — 39

## Српска насеља и локалитети
Срби у Мађарској живе у низу насеља где обично не чине више од 2-5% становништва (до 300 Срба). Ова насеља су често удаљена и налазе се у неколико жупанија средње и јужне Мађарске (Пештанска, Чонградска, Барањска, Бач-Кишкун), што се неповољно одражава на стање српске заједнице. У целој Мађарској има свега неколико насеља са више од 100 Срба (Батања, Ловра, Сантово, Деска, Чип).
Данас је једино већински српско место у Мађарској село Ловра (Lórév) на Чипском „острву“, заправо Дунавској ади јужно од Будимпеште. Најбројнија српска заједница живи у Батањи (око 350 Срба). Мање српске заједнице могу се и данас наћи по градовима као што су: Будимпешта (Budapest), Сентандреја (Szentendre), Сегедин (Szeged), Баја (Baja) и по мањим насељима попут Помаза (Pomáz), Калаза (Kalász), Деске (Deszk), Чобанца (Csobánka), Чипа (Szigetcsép), Сантова (Hercegszántó), Сирига (Szőreg), Батање (Battonya), Сентивана (Újszentiván), Чанада (Magyarcsanád).
Поред наведених насеља постоји и низ других насеља, данас без Срба, али са очуваним сведочанствима њиховог некадашњег битисања, која укључују цркве, гробља, крстове на раскршћима, као и бројне топониме, за које данас месно несрпско становништво и не зна шта значе. Ово је случај са низом градских насеља средње и северне Мађарске, као и са неким селима Барање и Толне, одакле су се Срби масовно иселили после Првог светског рата.

## Историја
Срби на територији Мађарске су током последња три века проживели три тешка, преломна тренутка који су им одредили судбину, били кобни и осудили на маргинализацију и нестанак. Били су то попут таласа, погубни по Србе, унутрашњи сукоби: Ракоцијев устанак (1703-1711), Мађарска буна (1848-1849) и Први светски рат (1914-1918). После њих више ништа није било као пре. Број Срба се након страдања драстично смањивао (било услед погибије - било услед помађаривања или исељавања) и они су губили дотадашње ("феудалне") позиције. Драматично су Срби губили своје вековно место у Будиму, Сентандреји, Сегедину, Баји, Мохачу...

### Раздобље средњовековне Угарске
Присуство Срба на подручју данашње Мађарске датира из средњег века. Мајка угарског краља Гезе II била је Јелена, рођака српског краља Уроша. Током средњовековног периода српско-угарске везе биле су снажне, мада су постојали и периоди међусобног неслагања и ратовања.
Од 14. века и почетка османских освајања српских земаља на Балкану почињу сеобе Срба на север, ка подручју и земљама под управом средњовековне Угарске. У почетку су Срби служили као погранична војска у служби угарског краља. На територију Угарске прелазе после Косовског боја и српски великаши. Поред Стефана Лазаревића, Дмитар Мрњачевић 1404. године постаје жупан Зарандске жупаније и капетан Вилагоша. Деспот Стефан добија 1411. године мађарске поседе Сатмар, Немет и Нађ Фелеђбању, а 1414. године и титулу жупана Торонталске жупаније. Ту добија на управу и властелинства Бечејско и Бечкеречко. Осим тога Стефан држи Дебрецин и много поседа у Тамишкој жупанији. Године 1455. преселили су се Срби из банатског Ковина, на Чепелско острво гду су подигли "Рац Ковин". Колонизацију Угарске Србима извршио је између 1481-1483. године краљ Матија Корвин. Он је тад превео на угарску територију 50.000 породице; испразнио је готово цео простор између Београда и Крагујевца.

### Раздобље османске управе
После Мохачке битке, 1526. године, већина Срба се нашла под Турцима, који су завладали и великим делом територије данашње Мађарске. Током периода османске владавине у деловима Панонске низије у 16. и 17. веку, већина мађарског и католичког становништва је напустила неке од ових крајева и повукла се ка северу. Њих су заменили Јужни Словени (Срби, Бошњаци, Шокци, Буњевци и Хрвати). Они су били и главна војна снага османског царства на подручју Панонске низије. Забележено је да се у Будиму са будимским пашом могло разговарати на српском јер „тај језик знају малне сви Турци, а особито војници“.

### Раздобље хабзбуршке управе
Крајем 17. века делови подручја данашње Мађарске којима су до тада владали Турци дошли су под контролу Хабзбурговаца. У овом периоду, тачније 1690. године, десила се Велика сеоба Срба, којом је српски елемент у овим крајевима знатно ојачан.
Током 19. века Срби су на подручју данашње Мађарске и даље чинили значајан део градског становништва, али њихов удео и значај је био у опадању. Већ почетком овог века у „најсрпскијој“ Сентандреји они губе већину, а крајем века има их мање од 20%. Активност Срба постепено се помера ка југу Панонске низије, ка подручју данашње Војводине, где су Срби били много бројнији и чинили су већи удео у становништву. Ово се посебно снажно осећало после Револуције 1848/49. године, која је из корена уздрмала мађарско-српске односе.

### Срби у Мађарској након 1918.
После Првог светског рата 1918. године велики (јужни) делови некадашње Аустроугарске претежно настањени Јужним Словенима ушли су у састав новооснованог Краљевства Срба, Хрвата и Словенаца (касније названог Југославија). Од територија под управом некадашње Транслајтаније или угарског дела Двојне монархије, у оквир нове јужнословенске државе ушла су подручја настањена великим бројем Срба: Хрватска-Славонија (тада је укључивала Срем), Бачка, Банат и Барања. Према Тријанонском споразуму, један део овог подручја, са поглавито мађарским становништвом, тачније северни део Барање и најсевернији, мањи (15%), део Бачке, био је укључен у границе новоосноване независне мађарске државе (од 1918. ови простори су били под војном и цивилном управом Краљевства СХС). Због незадовољства новом граничном линијом, на северу Барање и Бачке је 1921. године од стране локалног (углавном српског) становништва успостављена краткотрајна Барањско-Бајска Република. Она је обухватала подручје данашње мађарске Барање и део северне Бачке око града Баје. Председник републике је био сликар Петар Добровић.
Крајем 1920. године мађарска државна статистика је избројала 22.000 Срба у Мађарској. Ту је било и 15 места, у којима је живело мање од по 50 Срба. По српским, црквеним извештајима "може се са сигурношћу узети да има око 40 места где живи око 17.000 православних Срба, у три хиљаде домова, при чему на дом долази 5,6 душа". Од тих група највећа је барањска област по простору. Тамо има 21 место са око 6000 душа. Најкомпактнија је област око Сегедина, где у пет села живи око 7000 Срба. Чим је уједињење извршено (створена Краљевина СХС) "отпочела је акција у овога становништва за оптирање". До краја 1923. године укупан број исељених Срба у нову краљевину износио је: 1816 породица, 759 домова са 4400 душа. Била је то 1/4 укупног броја становника Срба у Мађарској. У Југославији су се масовније селиле три групе оптаната: Батањци су насељени у Овчијем пољу, па Футогу, а сиротиња од Пеште и Барање у имање "Беље" код Белог Манастира, док су они из Бате, доспели у колонију Путниково код Уздина.
Тријанонски споразум био је кључан за односе између Срба и Мађара на подручју данашње Мађарске. Војска Краљевине СХС иселила је део српског становништва са подручја која су према Тријанонском споразуму припала Мађарској (околина Печуја и Сегедина посебно) на подручје Краљевине Срба, Хрвата и Словенаца, највише на простор данашње Војводине, да би после тога овај споразум био ратификован од стране обе државе. У следећим годинама исељавање Срба у матицу је настављено, тако да је у овом раздобљу (1921 — средина 1930-их година) са подручја данашње Мађарске у матицу „оптирало“ (добровољно се иселило) око 2/3 српске заједнице. Овоме је подстицај давао и тадашњи епископ будимски Георгије Зубковић. Готово целокупно српско становништво већински српских села Шарока (мађ. Sárok), Деске (мађ. Deszk), Илочца (Illocska), Сентивана (мађ. Újszentiván), Сирига (мађ. Szőreg), Мајиша (мађ. Majs), Иванде (Ivándárda) и Сечуја (мађ. Dunaszekcső) се иселило. Из неких насеља, нпр. Српска Нана, се потпуно иселило преостало српско становништво.
Нови ударци српској заједници били су Други светски рат и касније размимоилажење Мађарске и СФРЈ после резолуције Информбироа. Све ово допринело је смањењу бројности и удела Срба по матичним насељима, па се постепено као основни чинилац смањења броја Срба наметнуло „тихо претапање“ кроз бракове и друге друштвене везе у претежно, мађарско окружење.

## Демографија
Током прве половине 18. века, Срби и други Јужни Словени били су већинско становништво у низу мађарских градова, попут Будима (део Будимпеште), Сентандреје, Баје, Печуја, Сегедина. Међутим, после одласка турске власти ови градови су углавном били мали и неразвијени.
- Печуј — забележено је да су 1698. године више од половине становништва Печуја чинили Јужни Словени (укључујући и Србе).
- Будим — 1715. године град Будим имао је 1.539 кућа, од тога јужнословенских (углавном српских) 769, немачких 701 и мађарских 68.
- Баја — 1715. године град Баја имао је 237 кућа, од тога 216 јужнословенских (Срби и Буњевци), 16 мађарских и 5 немачких.
- Сентандреја — 1720. године 88% становништва Сентандреје били су Јужни Словени, углавном Срби.
- Сегедин — 1720. године, у Сегедину је било 193 дома, од којих 99 српских.

Године 1910. пописано је 26.248 људи који говоре српским језиком на подручју данашње Мађарске. Овај број се у следећим пописима стално смањивао:
- 1921. — 17.132
- 1930. — 7.031
- 1941. — 5.442
- 1970. — 11.177
- 1980. — 3.426
- 1990. — 2.953

На последњем попису из 2011. године, после периода демократизације и отварања Мађарске ка свету, број Срба се троструко повећао (било је 2001. — 3.388).

### Религија
На територији Мађарске делује Епархија будимска Српске православне цркве. Епархија будимска располаже са 39 храмова и три капеле. Многи од ових храмова данас су затворени, у местима где Срба има веома мало или их више и нема, али представљају значајно сведочанство о историји Срба у Мађарској. Постоје два српска манастира у Мађарској: Грабовац (мађ. Grábóc) и Српски Ковин (мађ.Ráckeve). Библиотека Будимске епархије у Сентандреји има преко 9.400 књига. Ту се налази и Српски православни музеј.

## Данашње стање
Данас је српска заједница у Мађарској малобројна, али и посебна по томе што је најшколованија од свих других мањинских заједница. Међу Србима је забележен највећи постотак високообразованих и најмањи постотак припадника без свршене основне школе. Вероватно је то последица великог удела Срба у градским срединама, нарочито у престоници, Будимпешти, и њеној ближој околини. Као и све друге мањинске заједнице у Мађарској (изузев ромске) Срби се суочавају са тешкоћом губљења националне посебности путем веома честих међунационалних бракова. Велику помоћ у очувању српског идентитета пружа Епархија будимска, са седиштем у Сентандреји.

### Српске мањинске самоуправе по насељима
- Алмаш
- Баја
- Бата
- Батања
- Бољ
- Будимпешта — 15 самоуправа
- Виљан
- Гед
- Деска
- Ерд
- Калаз
- Липово
- Ловра
- Мађарбоја
- Мајиш
- Медина
- Мишколц
- Мохач
- Нови Сентиван
- Пантелија
- Печуј
- Помаз
- Сантово
- Сегедин
- Сентандреја
- Српски Ковин
- Стони Београд
- Тукуља
- Удварац
- Чанад
- Чип
- Чобанка
- Џунтаран
- Шиклош
- Шумберак

Неке од институција Самоуправе Срба у Мађарској су Културни и документациони центар Срба у Мађарској, Српски педагошки и методолошки центар, Српски институт...
Сваке године одржава се „Месец српске културе” у Мађарској.

## Медији
Срби у Мађарској имају свој недељник — Српске недељне новине, које излазе у Будимпешти. Једном годишње, у сарадњи са Задужбином Јакова Игњатовића, издаје се периодика "Невен", прилог Српских недељних новина за културу, књижевност и уметност.
Поред наведених новина треба споменути и: 
- „Епархија“ је часопис Епархије будимске који се појављује периодично.
- „Српски екран“ је получасовна емисија Мађарске телевизије на српском језику, која се исте недеље репризира.
- У Печују постоји српска редакција Мађарског радија која се свакодневно јавља са емисијом на српском језику у трајању од 120 минута.
- Интернет радио „СРБ“ (под покровитељством Самоуправе Срба у Мађарској)
- Интернет радио „Ритам“ (под покровитељством Српске самоуправе у Будимпешти)

## Школство
- Срби у Мађарској имају две школе са српским наставним језиком: Српско забавиште, основна школа, гимназија и ђачки дом „Никола Тесла“ у Будимпешти и Српско забавиште и основна школа у Сегедину (основана 2018. године).
- Са двојезичном наставом ради осморазредна Српска основна школа у Батањи.
- У Ловри и Десци постоји настава на српском језику до петог разреда основне школе.
- Као допунска, настава српског језика обавља се у Бати, Сегедину, Мађарском Чанаду и Сентивану.
- У Сантову српска деца похађају хрватску основну школу, где им се пружа прилика за упознавање српског језика, писма и књижевности.

## Задужбине
- Задужбина Јакова Игњатовића (Будимпешта)
- Задужбина Саве Текелије (Будимпешта)
- Задужбина Милоша Црњанског (Сегедин)

## Позориште
Српско позориште у Мађарској приказује квалитетне представе на српском, а понекад и на мађарском језику. Административно седиште се налази у Ловри.

## Уметничка удружења
- „Круг“ — Удружење младих српских уметника у Мађарској (Будимпешта)

## Културно уметничка друштва
- „Табан“ (Будимпешта)
- „Банат“ (Деска)
- „Весели Сантовчани“ (Сантово)
- „Ловра“ (Ловра)
- „Опанци“ (Помаз)
- „Шаренац“ (Медина)
- „Зора“ (Мохач)
- „Рузмарин“ (Калаз)